# Clifford Husbands
Sir Clifford Straughn Husbands, (5 de agosto de 1926-11 de octubre de 2017) fue un político y abogado barbadense, nombrado Gobernador General de Barbados, cargo que desempeñó desde el 1 de junio de 1996, después de la muerte de su predecesora, Nita Barrow. Se retiró el 31 de octubre de 2011.

## Vida
Su Excelencia Sir Clifford Straughn Husbands, Gran Cruz de Caballero de la Orden de San Miguel y San Jorge, KA, estudió en el Selah Boy's Elementary School de Saint Lucy desde 1931 hasta 1936 y desde 1936 a 1946 en el Parry School y el Harrison College. Después de dejar este último, fue profesor del Parry School durante tres años, hasta que ingresó en el Middle Temple para estudiar leyes. Se cualificó como "barrister" (tipo de abogado de la justicia inglesa capacitado para instar a tribunales superiores) y desde 1952 hasta 1960 desempeñó varios cargos de responsabilidad por todo el Caribe.
En 1968, Husbands fue elevado a la dignidad de Consejero de la Reina. Entró a formar parte del Tribunal Supremo en 1976.
| Predecesor: Nita Barrow | Gobernador General de Barbados 1996-2011 | Sucesor: Elliot Belgrave |